# Międzynarodowy Salon Fotografii „Tylko Jedno Zdjęcie"
Międzynarodowy Salon Fotografii „Tylko Jedno Zdjęcie" – Międzynarodowy Konkurs Fotograficzny organizowany pod patronatem Międzynarodowej Federacji Sztuki Fotograficznej FIAP, Photographic Society of America, International Association of Art Photographers oraz Fotoklubu Rzeczypospolitej Polskiej Stowarzyszenia Twórców.

## Charakterystyka
Organizatorem konkursu jest Jarosławski Ośrodek Kultury i Sztuki. Uczestnicy konkursu nadsyłają tylko jedną fotografię do oceny i na dowolny temat. Dotychczas odbyło się 13 edycji konkursu (począwszy od 2008 roku). W poszczególnych edycjach konkursu uczestniczyło od kilkudziesięciu do kilkuset autorów z całego świata – w edycjach objętych patronatem (m.in.) FIAP. 
Pokłosiem współzawodnictwa jest finałowa Gala Konkursowa w Galerii Rynek Jarosławskiego Ośrodka Kultury i Sztuki, połączona z prezentacją najlepszych fotografii oraz wręczeniem nagród – m.in. medali (złoty, srebrny, brązowy) i wyróżnień Międzynarodowej Federacji Sztuki Fotograficznej FIAP, medali (złoty, srebrny, brązowy) „Za Fotograficzną Twórczość” Fotoklubu Rzeczypospolitej Polskiej Stowarzyszenia Twórców, medali (złoty, srebrny, brązowy) Photographic Society of America oraz medali (złoty, srebrny, brązowy) International Association of Art Photographers.

## Historia
W latach 2008–2014 organizatorami konkursu był Miejski Ośrodek Kultury w Jarosławiu oraz Klub Fotograficzny ATEST 70. Od 2014 organizatorem konkursu jest wyłącznie Miejski Ośrodek Kultury w Jarosławiu (obecnie Jarosławski Ośrodek Kultury i Sztuki). Od 2008 do 2012 konkurs funkcjonował pod nazwą Konfrontacje Fotograficzne „Tylko Jedno Zdjęcie", od 2013 do 2015 pod nazwą Międzynarodowe Konfrontacje Fotograficzne „Tylko Jedno Zdjęcie", od 2016 konkurs funkcjonuje pod nazwą Międzynarodowy Salon Fotografii „Tylko Jedno Zdjęcie". Od 2008 patronat nad konkursem sprawuje Fotoklub Rzeczypospolitej Polskiej Stowarzyszenie Twórców, od 2011 konkurs jest objęty również patronatem FIAP, od 2017 również patronatem International Association of Art Photographers, od 2019 również patronatem Photographic Society of America. 
W aktualnej edycji konkursu (2025) w pracach jury uczestniczą – Vladimir Jovanovski (Macedonia), Adriana Dowha (Ukraina), Tomasz Okoniewski (Polska).